# Stari Grad (Hvar)
Stari Grad (Čakavisch: Stori Grod of Paiz; Italiaans: Cittavecchia of Cittavecchia di Lesina; Oudgrieks: Pharos) is een kleine stad aan de noordkant van het eiland Hvar in het Kroatische Dalmatië. Per 2001 wonen er 1906 in de stad zelf.
Stari Grad betekent letterlijk Oude Stad, hier zijn de oudste resten van menselijke activiteit op het eiland gevonden, het is gelijk ook een van de oudste nederzettingen op de Adriatische eilanden. Er kwamen rond de klassieke oudheid voor het eerst mensen op dit eiland, in eerste instantie vroege Indo-Europeanen (de zogenoemde Hvarcultuur) en later (384 v.Chr.) vestigden Grieken zich hier. Velen komen naar deze plek in de zomermaanden.
Het cultuurlandschap rondom Stari Grad is sinds 2008 UNESCO Werelderfgoed.
1. ↑  (en)  Zann, Lenore, "Croatia: Journey to my ancestral home", The Chronicle-Herald, 30 januari 2015. Geraadpleegd op 1 februari 2015.

- Gemeinsame Normdatei: 10138399-X
- Nationale Bibliotheek van Tsjechië: xx0115541
- Virtual International Authority File: 140906917

Oude stad Dubrovnik · 
Historisch complex van Split met het Paleis van Diocletianus · 
Nationaal park Plitvicemeren · 
Episcopaal complex van de Euphrasiusbasiliek in het historische centrum van Poreč · 
Historische stad Trogir · 
St.Jacobuskathedraal in Šibenik · 
Oude en voorhistorische beukenbossen van de Karpaten en andere regio's van Europa · 
Vlakte van Stari Grad ·
Kerkhoven met middeleeuwse stećci-grafstenen · 
Venetiaanse vestingswerken van de 15e tot 17e eeuw: Strato da Terra tot de westelijke Strato da Mar
Steden (gradovi): Split · Hvar · Imotski · Kaštela · Komiža · Makarska · Omiš · Sinj · Solin · Stari Grad · Supetar · Trilj · Trogir · Vis · Vrgorac · Vrlika

Gemeenten (općine): Baška Voda · Bol · Brela · Cista Provo · Dicmo · Dugi Rat · Dugopolje · Gradac · Hrvace · Jelsa · Klis · Lećevica · Lokvičići · Lovreć · Marina · Milna · Muć · Nerežišća · Okrug · Otok · Podbablje · Podgora · Podstrana · Postira · Prgomet · Primorski Dolac · Proložac · Pučišća · Runovići · Seget · Selca · Sućuraj · Sutivan · Šestanovac · Šolta · Tučepi · Zadvarje · Zagvozd · Zmijavci